# جيل بيرسون دي روبرفال
جيل بيرسون دي روبرفال (10 أغسطس 1602 - 27 أكتوبر 1675) (بالفرنسية: Gilles Personne de Roberval)‏ هو عالم رياضيات فرنسي، ولد في روبرفال بالقرب من مدينة بوفيه، فرنسا. واسمه الحقيقيّ جيل بيرسونيه (برسون).
في عام 1633، عُيِّن رئيساً للرياضيات في الكلية الملكيّة في باريس حتّى مماته، وإلى جانب براعته في الرياضيات ونظريّاته، برع في الفيزياء، واخترع نوعاً من الموازين أُطلق عليه ميزان روبرفال نسبةً إليه.

## روابط خارجية
- جيل بيرسون دي روبرفال على موقع الموسوعة البريطانية (الإنجليزية)
- جيل بيرسون دي روبرفال على موقع إن إن دي بي (الإنجليزية)
- أعمال أو نبذة عن جيل بيرسون دي روبرفال على أرشيف الإنترنت
- O'Connor، John J.؛ Robertson، Edmund F.، "جيل بيرسون دي روبرفال"، تاريخ ماكتوتور لأرشيف الرياضيات
- جيل بيرسون دي روبرفال في شجرة علماء الرياضيات
- Roberval in Galileo Project
- Roberval في إن إن دي بي